# Skënder Anamali
Skënder Anamali (5 de mayo de 1921 - 21 de abril de 1996) fue un arqueólogo e historiador albanés. Fue uno de los fundadores de la arqueología albanesa. Realizó importantes aportaciones al campo de la estudios ilirios.

## Biografía
Skënder Anamali nació y creció en Shkodër. Tras terminar el bachillerato en su ciudad natal, Anamali continuó sus estudios en la Facultad de Literatura y Filosofía de la Universidad de Padua en Italia, adquiriendo conocimientos en el campo de la Antigüedad. Al regresar a Albania tras sus estudios, comenzó una carrera como arqueólogo en el Instituto de Ciencias de Tirana.
Junto con su colega Hasan Ceka, abrió el primer Museo Arqueológico de Tirana en 1948. Anamali se dio a conocer por sus excavaciones en la ciudad de Amantia, Apolonia, Epidamno (Durrës) y muchos otros lugares. Se centró en el estudio de la cultura de finales de la Antigüedad y principios de la Edad Media en el territorio albanés.
Los resultados de estas investigaciones aparecieron en más de 70 artículos y estudios científicos, lo que convirtió a Anamali en un importante contribuidor al campo de la arqueología y la historia antigua de los  ilirios. Fue autor de la monografía sobre la ciudad iliria de Amantia, y coautor de importantes obras como Illyrians and Illyria among ancient authors (1965) y The History of Albania, vol. I (1959).
Contribuyó a la expansión de la investigación arqueológica en Mat y Stelush, en Korçë e incluso en Kosovo, pero sobre todo en Koman, donde se descubrió por primera vez la existencia de una capa cultural puente entre los ilirios y los arbers, capa que también demostró su continuidad tipológica. En la actualidad, la cultura de Koman se ha convertido en un punto de referencia no solo para datar descubrimientos arqueológicos, sino también para realizar comparaciones de estratos, culturas y civilizaciones, autóctonas y alóctonas. Durante la expedición arqueológica de los años sesenta y setenta, en Kosovo, junto con Muhamet Pirraku, exploró las ruinas de los castillos de Verboc y Kosmaç, en la región de Drenica.
Anamali participó activamente en la cooperación internacional y fue miembro de la Asociación Internacional de Epigrafía Griega y Latina, con sede en París. Ayudó a crear varios museos arqueológicos.
Anamali falleció el 21 de abril de 1996 en Tirana.

## Publicaciones
- Illyrians and Illyria among ancient authors (Ilirët dhe Iliria tek autorët antikë), coauthor, 1965
- The History of Albania vol. I (Historia e Shqipërisë) coathor, 1959
- Adhami; Adhami, Stilian (1 de enero de 1974). Mosaiques De L'Albanie: Mozaike Te Shqiperise (en sq, fr). Sht‘pia Botuese.
- Anamali, Skënder; year=1980 (1980). Arkeologjia dhe bujqësia [Archaeology and Agriculture] (en albanés). Tirana: Shtëpia Botuese "8 Nëntori". OCLC 11971480.
- Corpus des inscriptions latines d'Albanie, 2009
- Historia e popullit shqiptar, 2002, 2008  OCLC 66654982